# Rafiz Ismayilov
Rafiz Rza oglu Ismayilov (en azerí: Rafiz Rza oğlu İsmayılov; Bakú, 30 de marzo de 1939–30 de abril de 2025) fue un pintor de cine, director y guionista azerbaiyano, galardonado  con el título "Artista del pueblo de la República de Azerbaiyán" en 2000.

## Biografía
Rafiz Ismayilov nació el 30 de marzo de 1939 en la ciudad de Bakú. En 1962 se graduó de la Escuela Estatal de Arte de Azerbaiyán en nombre de Azim Azimzade. Entre 1966 y 1972 estudió en la Facultad de Arte de la Universidad Panrusa Guerásimov de Cinematografía en Moscú.
Desde 1972 trabajó en el estudio de cine Azerbaijanfilm. Rafiz Ismayilov es diseñador y director de numerosos largometrajes y obras de teatro, y artista y director de varias películas de animación. Él es también autor de varios libros.

## Premios y títulos
- Premio Estatal de la RSS de Azerbaiyán (1978)[5]
- Artista de Honor de la RSS de Azerbaiyán (1982)
- Artista del pueblo de la República de Azerbaiyán (2000)[6]